# Epicle
Nella mitologia greca, Epicle è un combattente licio che faceva parte del contingente filotroiano guidato da Sarpedone sotto le mura di Troia. È menzionato nel libro XII dell'Iliade.

## Il mito

### Origini
Epicle era un giovane guerriero licio pervenuto a Troia al seguito di re Sarpedone, figlio di Zeus, per combattere gli eserciti achei schierati da Agamennone lungo le coste della Troade.

### La morte
L'uccisione di Epicle si consumò nel decimo anno di guerra durante il combattimento presso la cerchia muraria che cingeva l'accampamento acheo. Il licio avanzò eroicamente al fianco del suo comandante verso la torre fortificata protetta dal re Menesteo e s'arrampicò alle piccole sporgenze delle mura nel tentativo di scalare l'accampamento. Il gigantesco Aiace Telamonio, vistolo in procinto di raggiungere la sommità della muraglia, afferrò un enorme masso che sporgeva sul parapetto della torre, che, tiene a precisare Omero, un solo uomo a stento riuscirebbe a portare nel pieno delle forze, e lo scagliò con violenza contro l'avversario, sfondandogli l'elmo e le ossa del capo. Epicle abbandonò l'appiglio e rotolò morto a terra tra i suoi compagni, simile a un tuffatore.